# 前野自香
前野 自香（まえの よりたか）は、江戸時代前期ごろの武士・阿波徳島藩の上士。自香系前野家初代当主。

## 人物
自香は江戸時代中期ごろ（18世紀ごろ）に前野自有の子に生まれる。名前の読みは「よりよし」であるともされる。
実子がいなかったため、槙島克言の次男で自香の甥にあたる前野自韶を養子に迎え入れた。
自香の子孫は自有系前野家の分家として代々阿波徳島藩に仕えた。自有系と区別するため、替紋として丸に三つ丁子紋を使用した。また、自香の孫の孫とされる前野自敏の次男・前野庸範は新選組の伍長として活躍した。

## 氏族
前野氏は、桓武天皇皇子の良岑安世を始祖とする良岑氏の系統 で、平安時代末期もしくは鎌倉時代初期に創設された氏である。良岑高成(立木田高成)の子である前野高長もしくはその曾孫である前野時綱が尾張国丹羽郡前野村（現在の愛知県江南市前野町〜大口町辺り）に移り住んで前野を名乗ったのが始まりとされている。だが、自香の家系である前野家は、藤原利仁流富樫氏族坪内氏の出身である前野左近将監為定が始祖であるため、血縁としては良岑姓が正しいが、家計としては藤原姓が正しいということになる。

## 系譜
- 父：前野自観
  - 養子：前野自韶